# Waldemar Haffkine
Waldemar Mordechai Haffkine, talvolta traslitterato in Waldemar Khawkine (Odessa, 15 marzo 1860 – Losanna, 25 ottobre 1930), è stato un batteriologo russo naturalizzato francese.

## Biografia
Haffkine studiò medicina (insieme a fondamenti di fisica, matematica e zoologia) all'Università di Odessa, conseguendo il dottorato nel 1884 e trovando poi lavoro presso il Museo Zoologico dell'ateneo. Tra i suoi compagni di studio figura il biologo e immunologo Il'ja Il'ič Mečnikov. Dopo aver elaborato alcuni saggi sulla fisiologia, Haffkine iniziò a lavorare prima all'Università di Basilea sotto la guida di Ugo Schiff, poi all'Università di Parigi sotto la guida di Louis Pasteur.
Nel 1893 si recò nelle Indie, dove vaccinò 45 000 persone contro il colera; cioè ridusse del 70% la mortalità per la malattia in quei territori. Dal 1895 in avanti lavorò alla produzione di un vaccino sia contro il colera, sia contro la peste (vaccino antipestoso); quest'ultimo era composto da una ridotta quantità di esemplari di Yersinia pestis uccisi. Haffkine dapprima testò su sè stesso il preparato vaccinale, somministrandolo in seguito ad alcuni volontari nella prigione di Byculla, nel corso di un'epidemia di peste; tutti i vaccinati sopravvissero al focolaio epidemico, mentre sette individui del gruppo di controllo, a cui non era stato inoculato il vaccino, morirono di peste. Pur potendo dare anche gravi effetti collaterali, il preparato vaccinale di Haffkine si dimostrò avere un'efficacia del 50% circa. Nonostante il discreto successo del vaccino di Haffkine, le autorità sanitarie locali preferirono adottare altre strategie per il contenimento dell'epidemia, spruzzando ossido di calcio sulle case degli ammalati come metodo di disinfezione, mettendo in isolamento gli appestati e riunendo in ospedali da campo i possibili contagiati non ancora sintomatici, nonché ponendo limitazioni a viaggi e spostamenti nell'area. Haffkine fu inoltre il primo microbiologo a realizzare un vaccino uccidendo con un riscaldamento a 60 °C le colture di batteri patogeni. Per quanto avesse una discreta efficacia nel prevenire la peste in forma bubbonica, il vaccino prodotto da Haffkine non era però in grado di evitare il contagio dalla forma polmonare della malattia.
Dal 1899 al 1905 diresse l'Haffkine Institute a lui intitolato; costruito a Mumbai, si tratta di un laboratorio in cui tuttora si svolgono ricerche di ambito batteriologico volte a studiare la patogenesi e le caratteristiche immunologiche della peste.
Il genere di alghe unicellulari Khawkinea (simili alle alghe del genere Euglena, ma a differenza di queste ultime non sono fotosintetiche) è così chiamato in suo onore.

## Impegno politico
Cinque anni prima di completare i suoi studi, Haffkine era membro di un movimento locale che intraprendeva una lotta per l'abolizione dei pogrom. Tale movimento cercò di impedire ai cadetti dell'esercito russo di demolire la casa di un uomo ebreo. Haffkine, che partecipò a questa azione di resistenza, venne picchiato e arrestato, venendo liberato poco dopo.